# باول سانت كلير ميرفي
باول سانت كلير ميرفي (بالإنجليزية: Paul St. Clair Murphy)‏ هو ضابط أمريكي، ولد في 7 يوليو 1850 في نيويورك في الولايات المتحدة، وتوفي في 9 نوفمبر 1931 في بروكلين في الولايات المتحدة.